# Week-end pour Elena
Pour plus de détails, voir Fiche technique et Distribution.
Week-end pour Elena est un film franco-espagnol réalisé par Julio Diamante et sorti en 1970.

## Synopsis
À Barcelone, un couple se délite et le mari s’éprend de la cousine de sa femme. Pour dissimuler la mort accidentelle de cette dernière, la cousine prend son identité. Mais un soir le mari croit reconnaître son épouse dans la rue…

## Fiche technique
- Titre : Week-end pour Elena
- Titre d’origine : Helena y Fernanda
- Réalisateur : Julio Diamante
- Scénario : Julio Diamante
- Directeur de la photo : Juan Gelpí
- Musique : Georges Garvarentz
- Décors : Juan Alberto Soler
- Montage : Maria Rosa Ester
- Pays de production :  Espagne,  France
- Langue de tournage : Espagnol
- Date de tournage : 1969
- Producteurs : René Thévenet, Gilbert de Goldschmidt
- Directeur de production : Antonio Irles
- Sociétés de production : 16-35 Films OCF Productions (France), Diagonal Films (Espagne)
- Format : Couleur par Eastmancolor — 2.35 :1 Techniscope — Son monophonique — 35 mm
- Genre : Giallo
- Durée : 100 minutes
- Date de sortie : 
  - France : 4 décembre 1970

## Distribution
- Gérard Barray : Carlos
- Valérie Lagrange : Fernanda
- Helga Berlin : Helena
- Teresa Gimpera
- Alberto Dalbes
- Eduardo Fajardo
- Juan Juliana
- Ralph Neville